# Biografielijst Em

## Ema
- Emalkay, pseudoniem van Martin Knowles, Brits diskjockey en muziekproducent
- Hazem Mohamed Yehia El-Horria Emam (1974), Egyptisch voetballer
- Jafaar Sharif-Emami (1912-1998), Iraans staatsman
- Diet Eman (1920-2019), Nederlands verzetsstrijdster
- Jan Hendrik Albert (Henny) Eman (1948-2025), Arubaans premier
- Michiel Godfried (Mike) Eman (1961), Arubaans politicus en minister-president (2009-)
- Achille Emana Edzimbi (1982), Kameroens voetballer
- Marcellus Emants (1848-1923), Nederlands schrijver
- Emanuel Filibert van Aosta (1869-1931), Italiaans hertog van Aosta en veldmaarschalk
- Emanuel Filibert van Lalaing (1557-1590), heer van Montigny en markgraaf van Renty
- Emanuel Filibert van Savoye (1528-1580), hertog van Savoye (1553-1580)
- Emanuel Filibert van Savoye (1588-1624), onderkoning van Sicilië (1622-1624)
- Emanuel Filibert van Savoye-Carignano (1628-1709), Prins van Carignano (1656-1709)
- Emanuel van Portugal (1568-1638), Portugees-Nederlands edelman
- Maria Emanuel van Saksen (1926), markgraaf van Meißen en hoofd van het Huis Wettin
- Maximiliaan Emanuel in Beieren (1849-1893), hertog in Beieren en militair
- Pedro Emanuel dos Santos Martins Silva (1975), Portugees voetballer en voetbalcoach
- Rahm Israel Emanuel (1959), Amerikaans politicus en stafchef van het Witte Huis
- Emanuel I van Portugal (1569-1521), koning van Portugal (1495-1521)
- Emanuel II van Portugal (1889-1932), koning van Portugal (1908-1910)
- Emanuel Filibert Humbert Reza Cyrus René Maria van Savoye (1972), Italiaans televisiester, pretendent-kroonprins van Italië en lid van het Huis Savoye
- Orlando Emanuels (1927), Surinaams dichter
- Freek Emanuels (1910-1981), Nederlands politicus en diplomaat en premier voor Suriname (1958-1963)
- Zillah Emanuels (1954-2004), Nederlands danseres, actrice en zangeres
- Urby Vitorrio Diego Emanuelson (1986), Nederlands voetballer
- Erwin (Pator) Emata (1973), Filipijns bergbeklimmer

## Emb
- David van Embden (1875-1962), Nederlands jurist en politicus
- Johannes van Embden (1767-1848), Nederlands architect
- Samuel Josua (Sam) van Embden (1904-2000), Nederlands stedenbouwkundige
- Ian Emberson (ca. 1951), Amerikaans triatleet
- Jack Alexander Emblow (1930), Brits musicus
- Oscar dos Santos Emboaba Júnior (1991), Braziliaans voetballer
- Albert Embrechts (1914-1997), Belgisch kunstschilder
- Pieter Embrechts (1972), Vlaams acteur en zanger
- Tine Embrechts (1975), Vlaams theater- en televisieactrice
- Wim Embregts (1933), Nederlands pinkstervoorganger en publicist
- Balthazar Embriaco (14e eeuw), Italiaans ivoorbewerker
- Sandra van Embricqs (1968), Nederlands basketbalster
- Ethan Embry, geboren als Ethan Philan Randall, (1978), Amerikaans acteur

## Emd

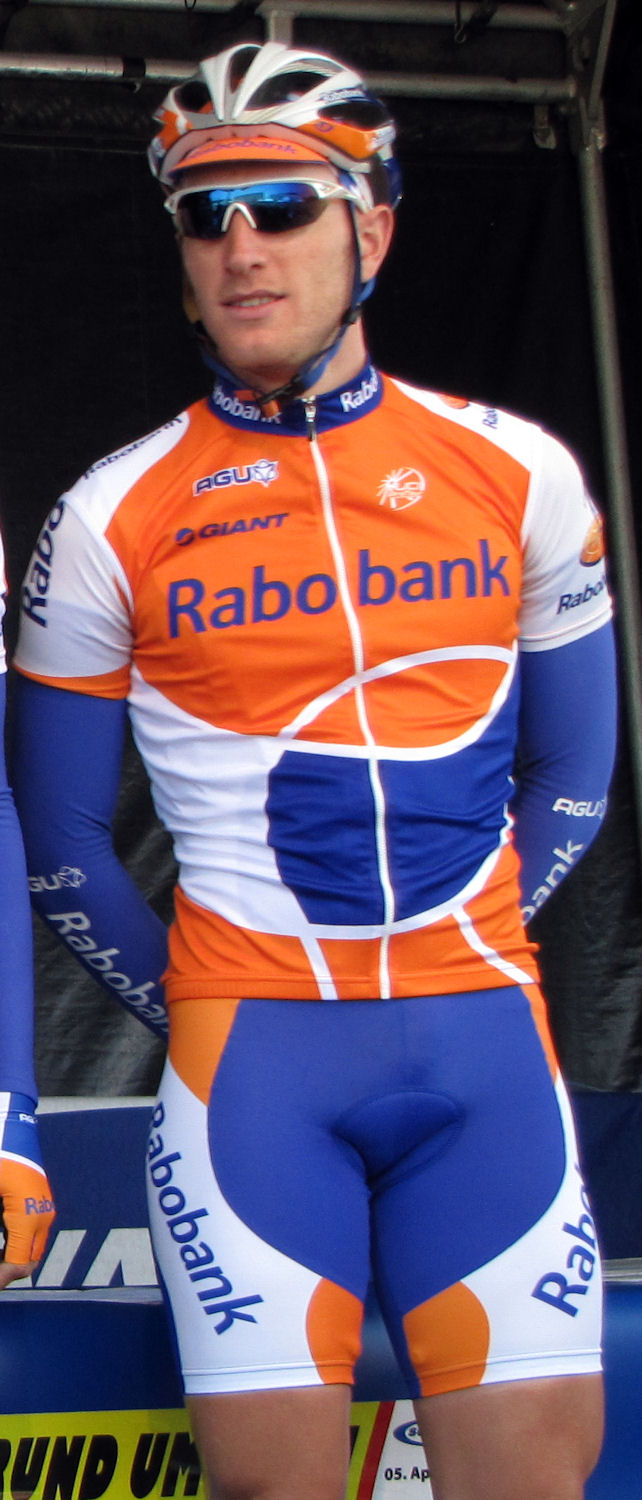
Jos van Emden (2010)

- Anicka van Emden (1986), Nederlands judoka
- Jos van Emden (1985), Nederlands wielrenner
- Samuel van Emdre (1746-1816), Nederlands predikant en schrijver

## Eme

Philip Emeagwali

- Philip Emeagwali (1954), Nigeriaans-Amerikaans ingenieur en informaticus
- Uchenna Emedolu (1976), Nigeriaans sprinter
- Michael Emenalo (1965), Nigeriaans voetballer en voetbalcoach
- Caro Emerald, pseudoniem van Caroline Esmeralda van der Leeuw, (1981), Nederlands zangeres
- Fritz Emeran (1976), Frans-Rwandees voetballer
- Geoff Emerick (1946), Brits geluidstechnicus
- Douglas Emerson (1974), Amerikaans acteur
- E. Allen Emerson (ca. 1955), Amerikaans informaticus
- Emerson Ferreira da Rosa (1976), Braziliaans voetballer
- Émerson Luiz Firmino (1973), Braziliaans voetballer
- Gary Paul Emerson (1963), Engels golfer
- Keith Emerson (1944-2016), Brits musicus
- Michael Emerson (1954), Amerikaans toneel-, film- en televisieacteur
- Peter Henry Emerson (1856-1936), Engels fotograaf van Cubaanse komaf
- Ralph Waldo Emerson (1803-1882), Amerikaans essayist en filosoof
- Roy Stanley Emerson (1936), Australisch tennisser
- Brett Emerton (1979), Australisch voetballer
- Wendy Emerton, bekend als Wendy Richard, (1943-2009), Engels actrice
- Frederick Edmund Emery (1925-1997), Australisch psycholoog en systeemdenker
- Gareth Thomas Rhys Emery (1980), Brits trance-producer en diskjockey
- John Emery (1932-2022),  Canadees bobsleeër
- Julie Ann Emery, Amerikaans actrice, filmregisseuse en filmproducente
- Lisa Emery, Amerikaans actrice
- Paul Emery (1916-1993), Brits Formule 1-coureur
- Unai Emery Etxegoien (1971), Spaans voetballer
- Nemesius van Emesa (4e eeuw), Syrisch filosoof, apologeet van het christendom en bisschop
- Heliodorus van Emessa (3e/4e eeuw), Grieks schrijver

## Emi
- Emich (12e eeuw), Duits ridder en leider van een groep uit de Volkskruistocht
- Emico I van Nassau-Hadamar († 1334), graaf van Nassau-Hadamar (1303-1334)
- Emico II van Nassau-Hadamar († 1359), graaf van Nassau-Hadamar (1337-1359)
- Emico III van Nassau-Hadamar († na 1394), graaf van Nassau-Hadamar (1364/65 - na 1394)
- Emilia Secunda Antwerpiana van Nassau (1581-1657), dochter van Willem van Oranje en Charlotte de Bourbon
- Emilia van Nassau (1569-1629), dochter van Willem van Oranje en Anna van Saksen
- Hiëronymus Emiliani (1481-1537), Italiaans heilige
- Luciano Emilio (1978), Braziliaans voetballer
- Eminem (1972), Amerikaans rapper en acteur
- Mihai Eminescu (1850-1889), Roemeens dichter
- Christian Eminger (1964), Oostenrijks schaatser

## Emj
- Emjay, Nederlands diskjockey en muziekproducent

## Emk
- Markus Joannes (Mark) Emke (1959), Nederlands roeier

## Eml
- Albeus van Emly (+ca. 530), Iers abt en bisschop

## Emm

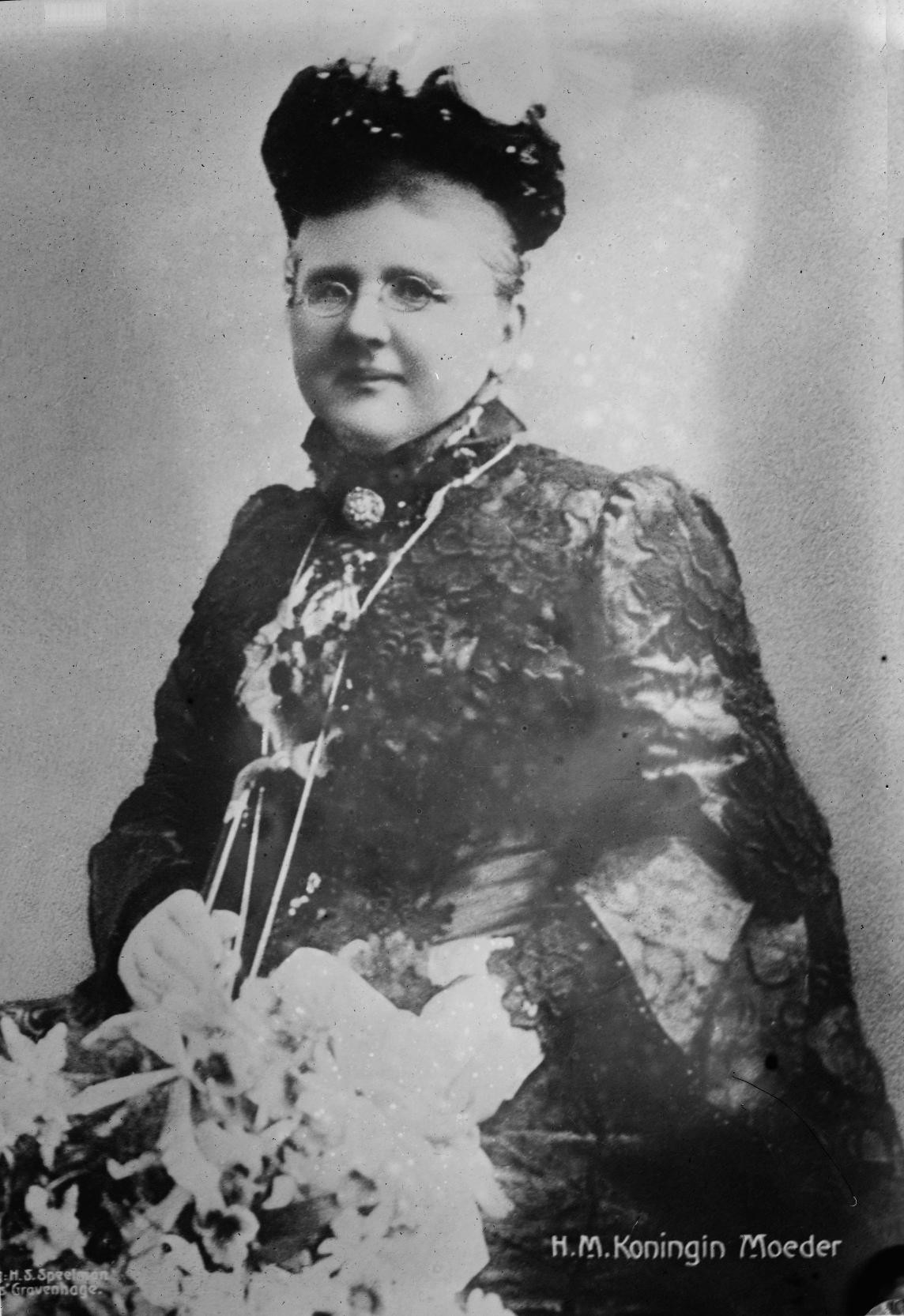
Koningin Emma

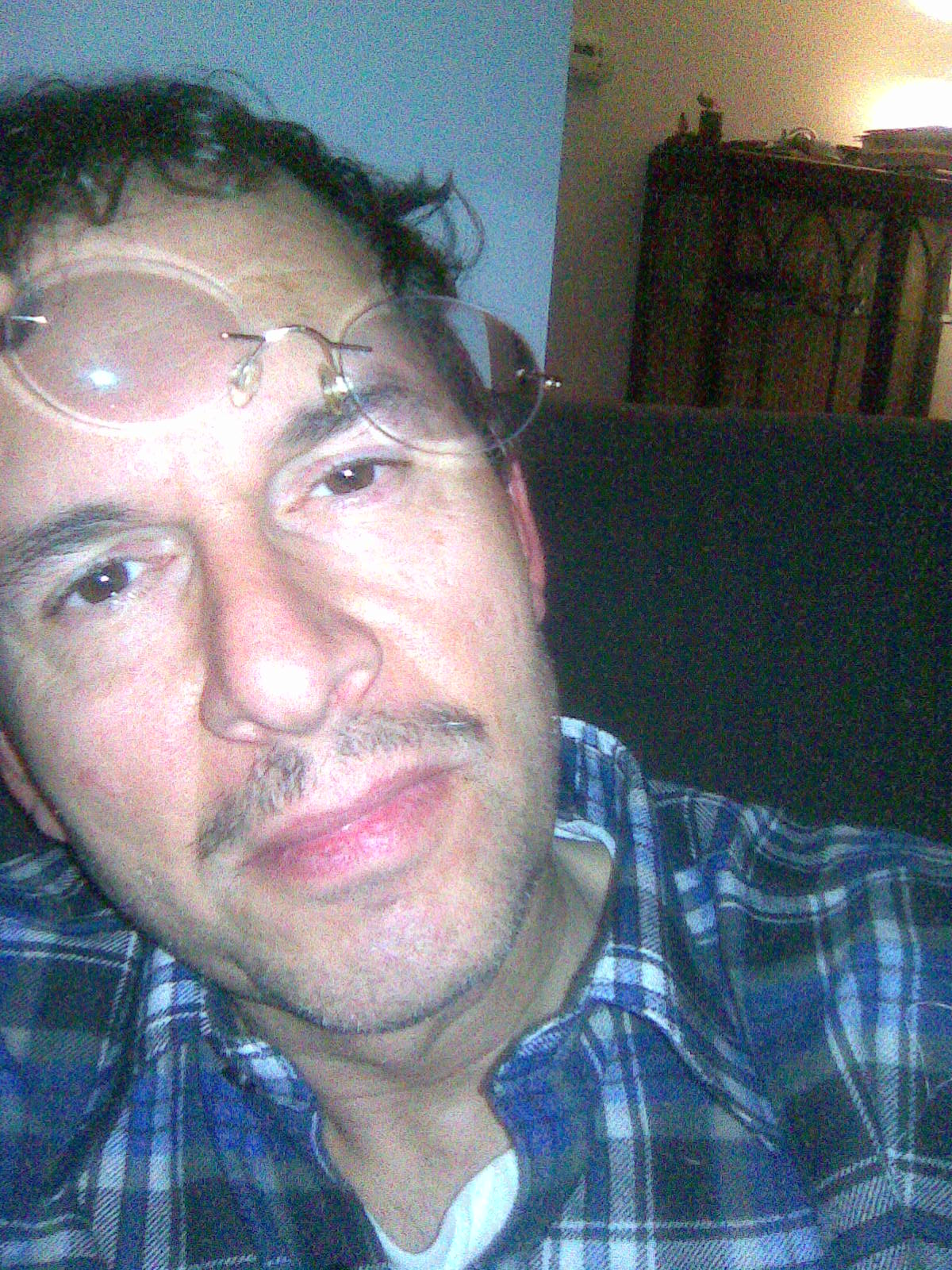
Gerard van Emmerik

- Adelheid Emma Wilhelmina Theresia (Emma) van Waldeck-Pyrmont (1858-1934), Duits-Nederlands koningin en regentes (1890-1898)
- Emma van Altdorf (808-876), koningin-gemaal van het Heilige Roomse Rijk (843-846) en zalige
- Emma van Blois (ca. 950-1003), hertogin van Aquitanië
- Emma van Lesum (ca. 980-1038), Duits volksheilige
- Emma van Lesum, bekend als Emma van Stiepel, (ca. 980-1038), Duits volksheilige
- Emma van Normandië (985-1052), koningin-gemaal van Denemarken (1017-1035)
- Vasileios Emmanouil (1993), Grieks voetballer
- Emmanuel Léopold Guillaume François Marie van België (2005), Prins van België
- Tommy Emmanuel (1955), Australisch jazz- en folkgitarist
- Emmanuel III Delly (1927-2014), Iraaks patriarch en kardinaal
- Zuster Emmanuelle (1908-2008), Belgisch-Frans non en weldoenster
- Emmeduranki, Sumerisch koning (Sumerische mythologie)
- Kirsten Emmelmann (1961), Duits atlete
- Ad van Emmenes (1897-1989), Nederlands sportverslaggever
- Viola Holt-van Emmenes (1949), Nederlands televisiepresentatrice
- Gert Emmens (1957), Nederlands artiest
- Willem Emmens (1869-1927), Nederlands leraar, landbouwpionier en redacteur
- Aaltje Emmens-Knol (1946), Nederlands burgemeester
- Fred Emmer (1934-2019), Nederlands nieuwslezer en televisiepresentator
- Jan Emmer (1917-1944), Nederlands Engelandvaarder
- Jan-Kees Emmer (1965), Nederlands journalist en correspondent
- Pieter Cornelis (Piet) Emmer (1944), Nederlands geschiedkundige, Surinamist en Antilleanist
- Stephen Emmer (1958), Nederlands componist
- Pater Emmeram, pseudoniem van Max Emanuel Maria Siegfried Joseph Antonius Ignatius Lamoral von Thurn und Taxis, (1902-1994), Duits prins uit het huis Thurn und Taxis en priester
- Geert Emmerechts (1968), Belgisch voetballer
- Anna Catharina Emmerich (1774-1824), Duits mystica en zalige
- Christian Emmerich, bekend als Blixa Bargeld, (1959), Duits gitarist, zanger, performancekunstenaar, componist, schrijver en acteur
- Ingo Emmerich (1950), Duits motorcoureur
- Lothar Emmerich (1941-2003), Duits voetballer
- Noah Emmerich (1965), Amerikaans acteur van Duitse komaf
- Gerard van Emmerik (1955), Nederlands schrijver van verhalenbundels en romans
- Pam Emmerik (1964-2015), Nederlands auteur, beeldend kunstenares en kunstcritica
- Raymon van Emmerik (1980), Nederlands voetbaldoelman
- Hans Emmering (1939-2008), Nederlands journalist, presentator en programmamaker
- Marc Jozef Emmers (1966), Belgisch voetballer
- Harry Emmery, Nederlands contrabassist, componist, arrangeur, muziek-producer en -docent
- William Le Roy Emmet (1859-1941), Amerikaans elektrotechnicus
- Belinda Emmett (1974-2006), Australisch actrice
- Albert Theodor Otto (Otto) von Emmich (1848-1915), Pruisisch generaal
- Robert Emmijan (1965), Sovjet-Russisch/Armeens atleet
- Jonathon David (Jon) Emminger (1983), Amerikaans worstelaar
- Herman Emmink (1927-2013), Nederlands zanger en presentator
- Ubbo Emmius (1547-1625), Fries-Nederlands historicus en eerste rector van de Groninger universiteit
- Emmo van Loon (na 1015-voor 1078), graaf van Loon
- Gail Elizabeth Emms (1977), Engels badmintonspeelster
- John Emms (1967), Brits schaker
- Emmy, pseudoniem van Emma Bejanyan, (1984), Armeens zangeres
- Emmy the Great, pseudoniem van Emma-Lee Moss, (1984), Engels singer-songwriter

## Emn
- Marvin Emnes (1988), Nederlands voetballer

## Emo

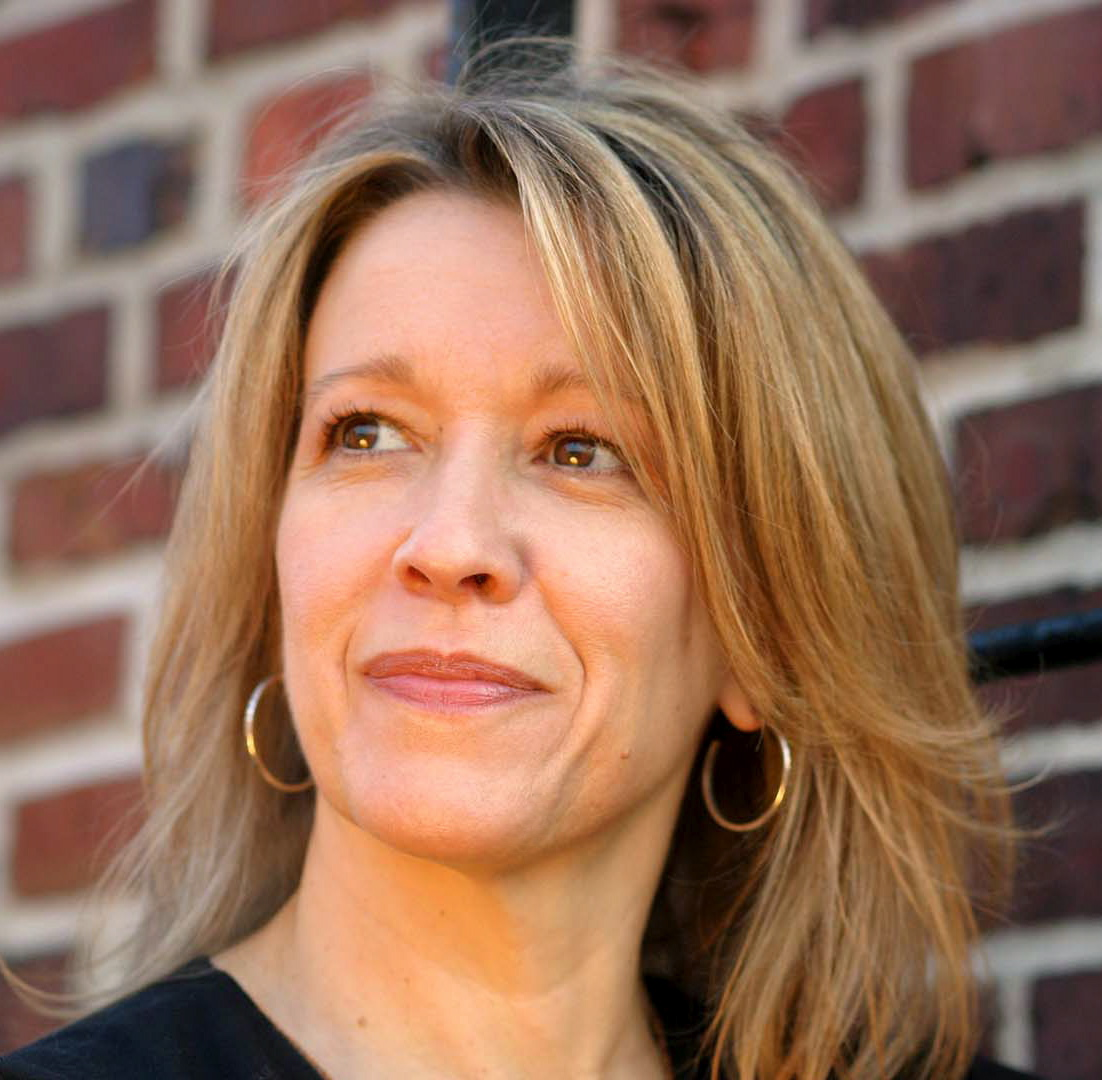
Linda Emond

- Emo van Bloemhof, O. Praem., bekend als Emo van Huizinge, (ca. 1175-1237), Nederlands premonstratenzer geestelijke en abt
- Emond Ambrosii de Dynter (ca. 1370-1449), Zuid-Nederlands historicus
- Linda Emond (1959), Amerikaans actrice
- Nico Emonds (1961), Belgisch wielrenner
- Roswitha Emonts-Gast (1944), Belgisch atlete
- Masaru Emoto (1943), Japans onderzoeker

## Emp
- Édouard Louis Joseph Empain (1852-1929), Belgisch ingenieur, ondernemer, bankier en mecenas
- Édouard-Jean Empain (1937), Belgisch industrieel
- Empedocles (ca. 492-ca. 432 v.Chr.), Grieks filosoof
- Rudolph Franciscus Maria van Empel (1958), Nederlands kunstenaar
- Sextus Empiricus (2e of 3e eeuw), Romeins filosoof en geneeskundige
- Trésor Empoké (1982), Frans voetballer

## Emr
- Yunus Emre (1280-1321), Turks soefi-dichter
- Gökhan Emreciksin (1984), Turks voetballer

## Ems
- Emile Jean Theodore Antoine Marie van Emstede (1911-1994), Nederlands archivaris, historicus en beeldhouwer
- Erik van den Emster (1949), Nederlands jurist

## Emu
- Jimmy Anonmuaghoran Scott Emuakpor (+1986), Nigeriaans percussionist
- Emund van Zweden (+1060), koning van Zweden (1050-1060)